# Jiao Yunxiang
Jiao Yunxiang, född 29 maj 1956, är en friidrottare från Kina. Hon deltog vid olympiska sommarspelen 1984.